# سور مدينة الرياض القديم

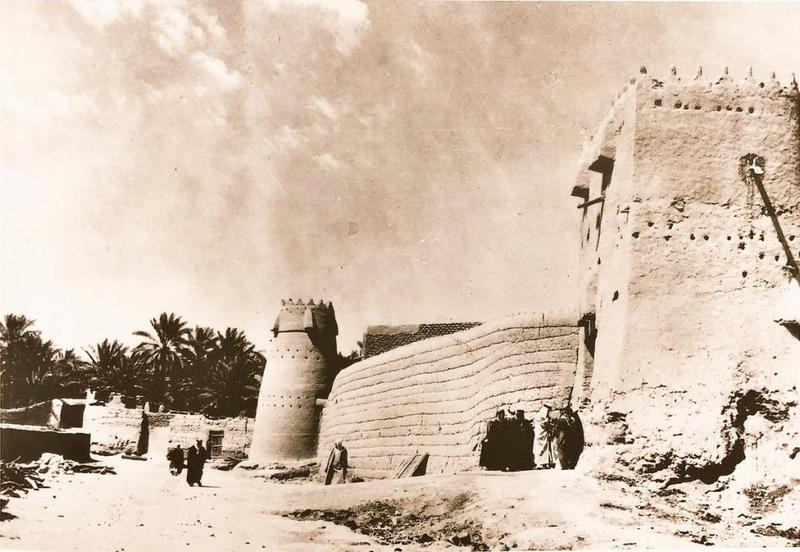
سور الرياض القديم

سور مدينة الرياض القديم، هو سور قديم كان يحيط بمدينة الرياض عاصمة المملكة العربية السعودية، وقد أصبح في طي النسيان وعلاه التدمير والخراب بسبب التطور العمراني الهائل الذي حصل لمدينة الرياض، ثم قامت الهيئة العليا لتطوير مدينة الرياض باستعادة مكان السور وحفظة واعادة تطويره وترميمه، كجزء من منطقة قصر الحكم.

## بناء السور
بناه الملك عبدالعزيز آل سعود بعد أن تمكن من فتح الرياض 1319هـ، وكان الدخول والخروج للمدينة لا يتم إلا عبر بوابات، ويقول جون فيلبي واصفاً زيارته للرياض في عام 1335هـ:«بأنها كانت محاطة بسورٍ سميك من الطوب والطين المجفف، ارتفاعه 25 قدماً تعترضه حصون وأبراج حراسة دائرية تميل قليلاً عند القمة، وهناك القليل منها مربع أو مستطيل الشكل، ويتراوح ارتفاعها ما بين ثلاثين وأربعين قدماًوتبرز خارج خط السور لسهولة الأغراض الدفاعية، ويوجد بالسور عدد من البوابات المحصنة».

## إعادة التطوير
قامت الهيئة العليا لتطوير مدينة الرياض بتحديد مواقع البوابات والأبراج ومسار السور والمواد المستخدمة في التشييد وفقا لدراسات شاملة، والرجوع إلى مصادر متعددة داخل المملكة العربية السعودية وخارجها خاصة من كتب الرحالة والمستشرقين، مما أتاح إمكانية تصميم هذه المواقع بنمطها الأصلي من حيث الشكل والطابع، واستخدمت مواد البناء التقليدية في عمليات التشييد، حيث بنيت قواعد البوابات من الحجر الطبيعي وجدرانها من اللبن، كما استخدم في تنسيقها عروق الأثل وسعف النخيل، واستخدم الطين المقوى بالتبن في عمليات اللياسة، وتم الاستعانة في بناء هذه العناصر بحرفيين محليين، مما ساعد على تشييدها بشكل مماثل لما كانت عليه في السابق.

## مكونات السور
يتكون السور من جزء من السور القديم، بالإضافة لبوابتين للسور هما بوابة الثميري وبوابة دخنة، إضافة لذلك يحتوي السور القديم على برج الديرة.

### بوابة الثميري
تمثل بوابة الثميري المطلة على شارع الملك فيصل المدخل الشرقي لمنطقة قصر الحكم، وكانت هذه البوابة في الماضي إحدى المداخل الرئيسية لمدينة الرياض عندما كان سور المدينة القديم ما يزال قائما، وقد هدمت مع هذا السور عندما بدأ التوسع العمراني يزحف من المدينة إلى خارجة، وقد أعيد بناء هذه البوابة مع جزء من السور ضمن المرحلة الثانية من برنامج تطوير منطقة قصر الحكم وذلك في مواقعها الأصلية وبأسلوب بنائها السابق وبمواد البناء التقليدية، ويأكد ونستون H. Winstone أن شكسبير Shakespear دخل مع البوابة الشرقية ماراً بشارع عريض للوصول إلى القصر، وشاهد في طريقه العديد من البيوت الكبيرة التي بُنيت آنذاك على طراز فخم حيث تقع على حافة شارع الثميري عند مبنى بنك الرياض، وكانت تستخدم مركزاً للشرطة، ومكاناً للتوقيف المؤقت، وكان الداخل من هذه البوابة يجد على بساره قليب يُدعى الحسي.

### بوابة دخنة
أعيد بناء بوابة دخنة في موقعها السابق في نهاية شارع الإمام محمد بن عبد الوهاب عند التقائه مع شارع طارق بن زياد، كما أعيد بناء البرج المجاور لهذه البوابة وكذلك جزء من السور، كجزء من السور ضمن المرحلة الثانية من برنامج تطوير منطقة قصر الحكم وذلك في مواقعها الأصلية وبأسلوب بنائها السابق وبمواد البناء التقليدية.

### برج الديرة
تم إعادة بناء برج الديرة الواقع في المنطقة المحصورة بين سوق الديرة ومجمع الإمارة في جهته الجنوبية.

### السور القديم
أعيد بناء سور مدينة الرياض القديم على أنقاض السور الشرقي القديم في المنطقة الواقعة شرق مجمع سويقة التجاري، كما جرى توضيح مساره على الشارع بأحجار ذات ألوان مختلفة عن لون الإسفلت في الأجزاء التي تعذرت فيها إعادة بنائه.

## انظر ايضاً
- مدينة الرياض
- سور

## وصلات خارجية
- مشروع ضخم لإعادة «سور الرياض القديم» للواجهة كمركز سياحي وتجاري بعد تاريخ يصل ل(200) عام.